# Peter Sutherland

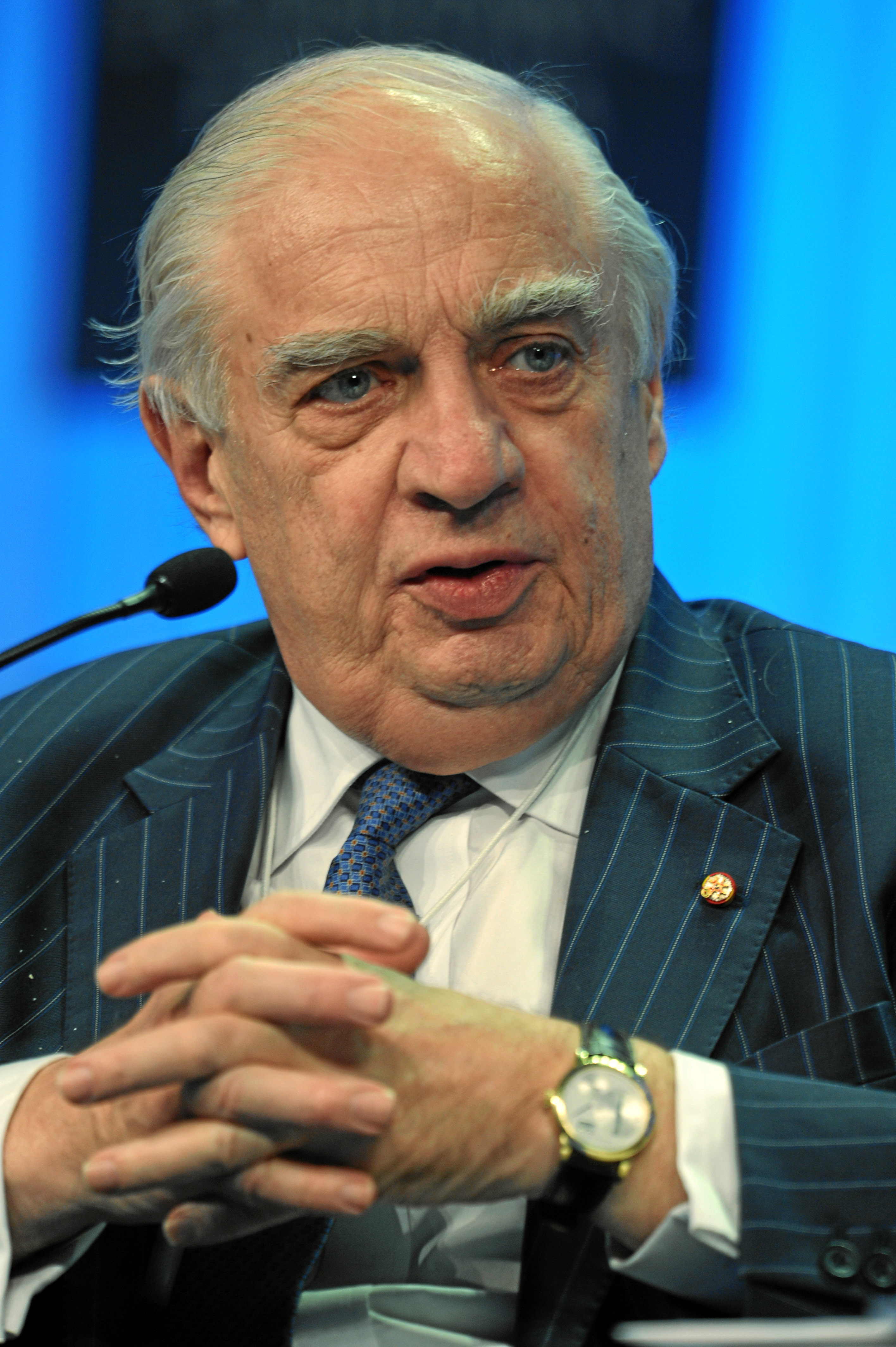
Peter Sutherland (2011)

Peter Denis Sutherland (* 25. April 1946 in Dublin; † 7. Januar 2018 ebenda) war ein irischer Rechtsanwalt, Politiker und Manager.
Er war unter anderem Generalstaatsanwalt von Irland, Europäischer Kommissar für Wettbewerb, Generaldirektor des GATT und der Welthandelsorganisation, Chairman von Goldman Sachs sowie UN-Sonderberichterstatter für Migration sowie Migrationsberater von Papst Franziskus.

## Leben
Peter Sutherland besuchte das Gonzaga College in Ranelagh, Dublin, und studierte Rechtswissenschaften an der University College Dublin. Von 1969 bis 1980 war er als Rechtsanwalt tätig.
Er war von 1981 bis 1982 und von 1982 bis 1984 Attorney General (Generalstaatsanwalt) von Irland. Danach war er in der Kommission Delors I von 1985 bis 1986 Kommissar für Beschäftigung, soziale Angelegenheiten und Chancengleichheit und von 1985 bis 1989 Kommissar für Wettbewerb. Von 1993 bis 1995 war Sutherland schließlich letzter GATT-Generaldirektor und erster Generaldirektor der Welthandelsorganisation.
Von 1995 bis 2015 war Sutherland Aufsichtsratsvorsitzender (Chairman) der Investmentbank Goldman Sachs International. Er saß unter anderem als Chairman bei BP (1997 bis 2009), ABB und der Royal Bank of Scotland – aus letzterer Position musste er sich allerdings zurückziehen, als die Bank nur durch eine Intervention der britischen Regierung vor dem Bankrott gerettet werden konnte. Er hatte zahlreiche weiteren Mandate im Bank- und Industriesektor sowie der Wirtschafts-Energie- und Technologieunternehmen inne und war Berater zahlreicher Regierungen. Unter anderem war er von 2001 bis 2010 Vorsitzender der Trilateralen Kommission Europa, von 2006 bis 2009 Vize-Vorsitzender des European Round Table und der Bilderberg-Konferenz, dessen Mitglied im Lenkungsausschuss seit 2014.
Sutherland wurde in der Ära von Kofi Annan Sondergesandter für Migration bei den Vereinten Nationen (UN Special Representative for International Migration; 2006 bis 2017). Seit 2006 war er (angeblich) Berater der Güterverwaltung des Apostolischen Stuhls. Im Februar 2015 wurde er von Franziskus zum Vorsitzenden der International Catholic Migration Commission (Internationale Katholische Migrationskommission) bestellt.
2017 war er in dem Film Sea Sorrow zu sehen.
Seit 1974 war er verheiratet mit der Spanierin Maruja Sutherland.

## Ansichten zum Thema Immigration
Aussagen anlässlich einer Befragung durch den Unterausschuss für innere EU-Angelegenheiten des Oberhauses, der Fragen der globalen Migration untersucht:
1. Migration sei ein „entscheidender Motor für das Wirtschaftswachstum“ in einigen EU-Nationen, „so schwierig es auch sein kann, dies den Bürgern jener Staaten zu erklären.“[4]
2. „Viele von uns hegen immer noch ein Gefühl unserer [ethnischen] Homogenität und unserer Verschiedenheit von anderen, welches zu unterminieren die Europäische Union meiner Ansicht nach ihr Möglichstes tun sollte.“[4][5]
3. Eine alternde oder zurückgehende einheimische Bevölkerung in Ländern wie Deutschland oder der südlichen EU sei das „Schlüsselargument – und ich zögere, das Wort zu verwenden, weil es zum Gegenstand von Angriffen wurde – für die Entwicklung von multikulturellen Staaten.“[4]
4. „Europa sieht sich einer Immigrationskatastrophe gegenüber. Politiker der Mitte, in Geiselhaft durch fremdenfeindliche Parteien, üben sich in Rhetorik, die gegen Immigranten gerichtet ist, um ein verängstigtes Publikum auf ihre Seite zu ziehen, während die auswärts Geborenen zunehmend marginalisiert werden in Schulen, Städten und am Arbeitsplatz. Dennoch fehlen vielen Arbeitgebern die Arbeiter die sie brauchen, trotz hoher Arbeitslosigkeit in weiten Teilen des Kontinents. Es gibt zuwenig Ingenieure, Ärzte und Krankenschwestern; ebenso Landarbeiter und Krankenhelfer. Und Europa kann nie genug Unternehmer haben, deren Ideen die Wirtschaft antreiben und Jobs schaffen.“[4]

Weitere Zitate:
1. „Letztes Jahr, während der Arabischen Revolution, verpasste die EU eine historische Gelegenheit, damit zu beginnen, die zwei Seiten des Mittelmeers miteinander zu verweben“.[6]
2. Die Ablehnung umfassenderer Globalisierung ist „moralisch unhaltbar“[7]

Am 3. Februar 2017 wurde ein Bericht von Sutherland der UN-Generalversammlung vorgestellt. Der Bericht bezieht sich u. a. auf die Entwicklung des Globalen Pakts für eine sichere, geordnete und reguläre Migration und des Global Compact on Refugees.

## Ehrungen und Auszeichnungen
- Ouissam Alaouite
- Orden des Infanten Dom Henrique (Großkreuz)
- Orden Leopolds II. (Großkreuz)
- Order of St. Michael and St. George (Knight Commander)
- Verdienstorden des Landes Baden-Württemberg
- European Person of the Year Award (1988)
- Mitglied der Royal Irish Academy (2002)[9]